# FM Logistic
Grupul francez FM Logistic este o afacere de familie care furnizează servicii de depozitare, co-packing și supply chain management. Compania are un număr total de aproximativ 27 500 de angajați și este prezentă în 14 țări.

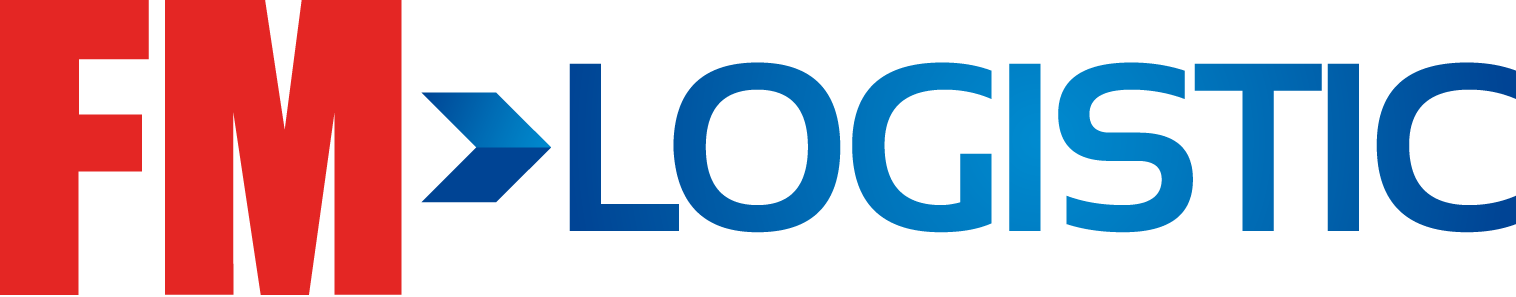

## Istoria FM Logistic
- 2010 : Alianța FM Logistic și  AEXXDIS
- 2009 : Noi  platforme sunt inaugurate în Polonia , România, Rusia și  China
- 2007 : Dezvoltarea  în  Europa de Sud
- 2006 : Preluarea activității Carrefour în Avignon și  Etampes
- 2005 : Achiziționarea companiei  internaționale Premium Logistics, dezvoltarea în  Polonia , deschiderea unor noi platforme în  Spania , Italia și Ungaria
- 2004 : Lansarea ofertei de Supply Chain, inaugurarea primelor platforme în Belgia și China
- 2003 : Inaugurarea primei platforme în România
- 1999 : Inaugurarea primei platforme în Slovacia
- 1998 : Faure & Machet devine FM LOGISTIC
- 1997 : Inaugurarea primei platforme în Ucraina
- 1996 : Inaugurarea primei platforme în Cehia
- 1995 : Inaugurarea primei platforme în Polonia
- 1994 : Extinderea activității în Europa : deschiderea primei platforme în Rusia
- 1987 : Începerea activității de co-packing
- 1982 : Realizarea primei platforme în Brumath - Începerea activităților de depozitare
- 1967 : Înființarea companiei de transport Faure & Machet

## Datele cheie ale Grupului în 2010
- 639 millioane Euro (31/03/2010)
- Peste  2,000,000 m² spațiu de depozitare
- 200 de linii de co-packing
- 900 millioane pachete pregătite anual
- 200 millioane unități produse pe an
- 1,000,000 livrări pe an

## Consiliul Director al Grupului FM Logistic
Comitetul executiv FM Logistic este format din:
- Jean-Christophe Machet - Președinte
- Yannick Buisson - Director general Franța și Europa de Vest
- Daniel Ciz - Director Finanțe și Achiziții
- Cécile Cloarec - Director resurse umane, comunicare și dezvoltare durabilă
- Stéphane Descarpentries - Director Asia și proiecte strategice
- Xavier Prévost - Director de soluții de afaceri și sisteme de informații
- Christophe Menivard - Director Europa de Est
- Béatrice Ogée - Director de vânzări și marketing

## Companii deținute de Grup
- AEXXDIS FM Health Supply Chain, furnizor de servicii logistice dedicate sectorului farmaceutic.
- NG Concept, specializată în design-ul și construirea platformelor logistice.
- DSI, specializată în design-ul și implementarea soluțiilor IT pentru optimizarea operațiunilor din cadrul  întregului Lanț de Aprovizionare.

1. ↑  Sirene